# 신각
신각(申恪, ?~1592년)은  조선 중기의 무신이다. 본관은 평산으로 강화도호부사(종3품), 상호군(정3품당하관), 경상좌도수군절도사(정3품당상관), 영흥대도호부사(정3품), 경상도방어사(종2품), 경상우도병마절도사(종2품), 팔도부원수(종2품) 등을 지냈다.

## 생애
아버지는 신의충(申義忠)이며 어머니는 진주 하씨로 하원로(河元老)의 딸이다.
임진왜란이 터지자 부원수로 임명되어 도원수 김명원, 도검찰사 이양원과 함께 한강 방어선에 주둔하였다. 불과 1천여 명으로 4만명의 일본군을 당해낼 수는 없었고, 방어선이 무너지는 가운데 김명원, 신각, 이양원은 모두 흩어진다. 현재의 동두천시, 연천군 일대로 후퇴한 신각은 이양원과 이혼, 이시원과 합세해 해유령에 매복해있다가 가토 기요마사의 선발대 70명을 몰살시켰는데 이것이 임진왜란 때 조선육군 최초의 승리였다.
그러나 신각은 후퇴하는 와중에 김명원 및 조정과의 연락이 두절되고 한양의 정북쪽인 양주로 후퇴했기 때문에, 임진강(장단) 방어선에서 싸우던 김명원에게 합류하지 못했다. 음력 5월 17일 임진강 방어선이 무너지자 비변사는 신각을 적전도주자로 간주하고 정법하여 참형에 처했는데, 《징비록》에 따르면 이를 주도한 것은 우의정 유홍이다. 당사자에게 해명의 기회도 주지 않고 지나치게 성급하게 이루어진 처리였다.

## 관련 문화재
- 해유령전첩지 - 경기도 기념물 제39호

## 사후
2년 뒤인 1594년 음력 12월 21일 상소가 올라와 신각의 억울함이 밝혀졌고, 복권되었다.

## 대중 문화
영상 매체에서 신각을 연기한 배우는 다음과 같다.
- 박경환 - 《징비록》(2015년) KBS1드라마